# 1988年夏季残疾人奥林匹克运动会奥地利代表团
1988年夏季残疾人奥林匹克运动会奥地利代表团是奥地利派出的1988年夏季残疾人奥林匹克运动会代表团。获得13枚金牌、7枚银牌和15枚铜牌。